# Dendrobium flebiliflorum
Dendrobium flebiliflorum är en orkidéart som beskrevs av Paul Ormerod. Dendrobium flebiliflorum ingår i släktet Dendrobium, och familjen orkidéer. Inga underarter finns listade i Catalogue of Life.